# 소로카 요새

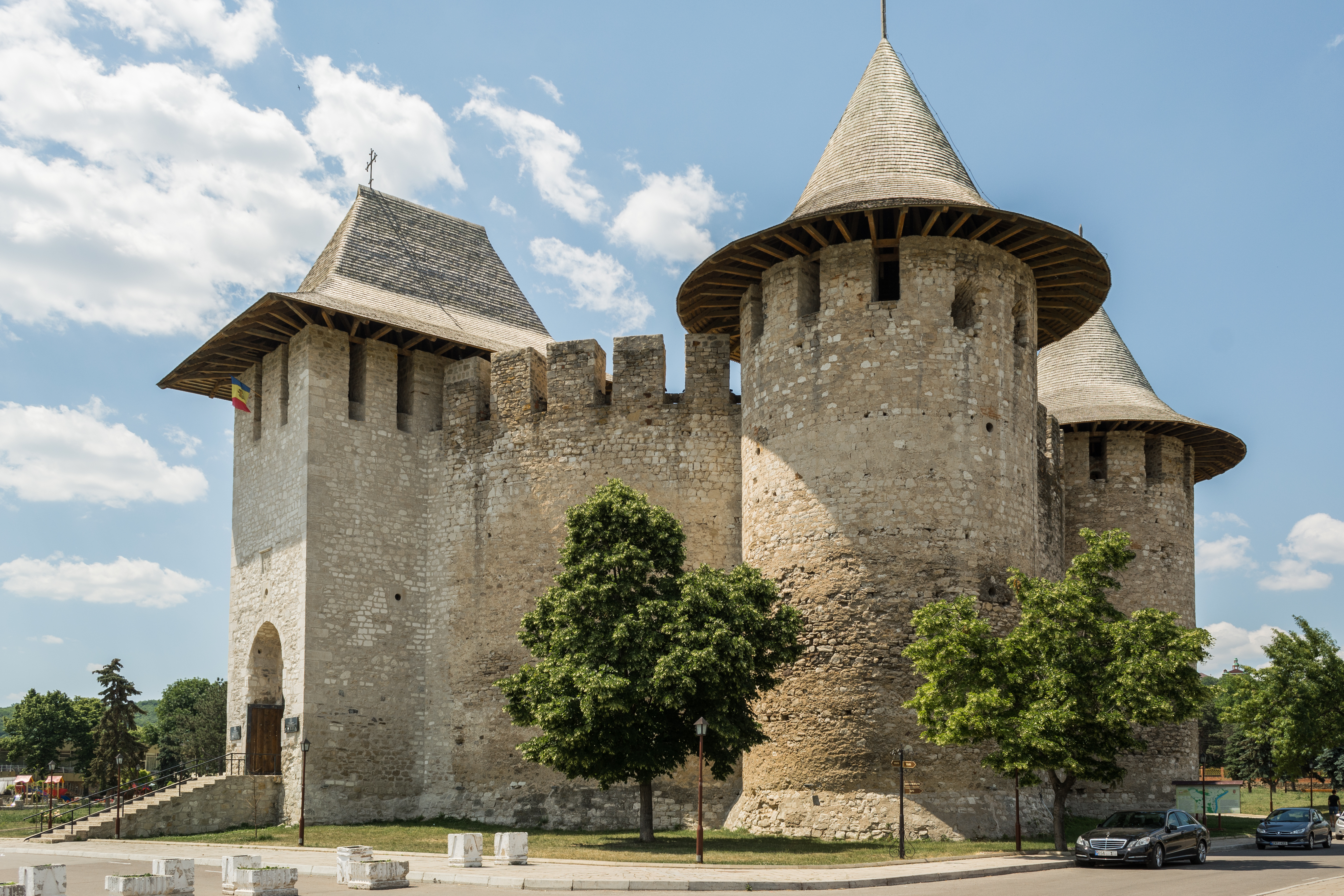
소로카 요새

소로카 요새(루마니아어: Cetatea Soroca)는 몰도바 소로카에 있는 역사적 요새다. 1499년 슈테판 3세가 세운 잘 보존된 요새로 잘 알려져 있다.